# Lu Yuansheng
Lu Yuansheng (7 oktober 1954, China) is een voormalig Chinees professioneel tafeltennisser. Lu is zijn achternaam.
Hij werd, met het Chinese team, wereldkampioen in 1975. Bij de volgende editie in 1977 werd hij tweede in het dubbelspel met landgenoot Huang Liang.
- Gemeinsame Normdatei: 1154605639
- Virtual International Authority File: 29152138626110982890
- WorldCat: E39PBJht96qBqwk7tJMbRCW7HC